# Pett
Pett is een civil parish in het bestuurlijke gebied Rother, in het Engelse graafschap East Sussex met 846 inwoners.